# الدين في المغرب
الدين السائد في المغرب هو الإسلام السني، وهو أيضًا دين الدولة. تشير الإحصاءات الرسمية إلى أن 99% من السكان مسلمون، وجميعهم تقريبًا يدينون بالإسلام السني. المسيحية هي ثاني أكبر ديانة، على الرغم من أن معظم المسيحيين في المغرب  هم من الأجانب. هناك أيضًا مجتمع بهائي. انخفض عدد اليهود المغاربة في البلاد بشكل ملحوظ، حيث هاجر الكثير منهم إلى إسرائيل.

## الإسلام
دخل الإسلام إلى المغرب عام 680م على يد عقبة بن نافع إبان الفتوحات الإسلامية لشمال أفريقيا، وكان هذا الأخير يعمل قائدا عسكريا لدى الأمويين في دمشق. وخلافا لأقاليم وبلدان المشرق العربي لم يكن فتح المغرب بالشيئ الهين، حيث استغرق الأمر أكثر من نصف قرن من (646م إلى 710م).

## التقديرات
| \| الدين في المغرب[10] \| الدين في المغرب[10] \| الدين في المغرب[10] \| الدين في المغرب[10] \| الدين في المغرب[10] \| \| --------------------- \| --------------------- \| ------------------- \| ------------------- \| ------------------- \| \| الدين \| الدين \| \| النسبة \| النسبة \| \| الإسلام \| الإسلام \| \| 99% \| 99% \| \| اللادينية/الإلحاد[11] \| اللادينية/الإلحاد[11] \| \| 0.2% \| 0.2% \| \| المسيحية \| المسيحية \| \| 0.3% \| 0.3% \| \| اليهودية \| اليهودية \| \| 0.2% \| 0.2% \| |                   |  |        |        |
| الدين في المغرب |                   |  |        |        |
| الدين | الدين             |  | النسبة | النسبة |
| الإسلام | الإسلام           |  | 99%    | 99%    |
| اللادينية/الإلحاد | اللادينية/الإلحاد |  | 0.2%   | 0.2%   |
| المسيحية | المسيحية          |  | 0.3%   | 0.3%   |
| اليهودية | اليهودية          |  | 0.2%   | 0.2%   |